# Holvik
Holevik este o localitate din comuna Vågsøy, provincia Sogn og Fjordane, Norvegia, cu o suprafață de 0,18 km² și o populație de 321 locuitori (2013).